# Seznam pilotovaných vesmírných letů
Tyto chronologické seznamy zahrnují všechny pilotované vesmírné lety, které dosáhly výšku aspoň 100 km (definice vesmírného letu podle FAI), anebo to bylo plánované, ale nepodařilo se. V Spojených státech je definice vesmírného letu trochu odlišná, vyžaduje výšku jen 50 mil (~80 km). V šedesátých letech 20. století se uskutečnilo 13 letů amerického raketového letadla X-15, které splňují americká kritéria, ale pouze dva, které splňují kritéria FAI. Tyto seznamy zahrnují pouze tyto dva lety, ostatní lety jsou uvedeny v článku X-15.
K 11. říjnu 2013 se celkově uskutečnilo 300 pilotovaných letů, které dosáhly výšku aspoň 100 km, včetně osmi suborbitálních.

## Podrobné seznamy

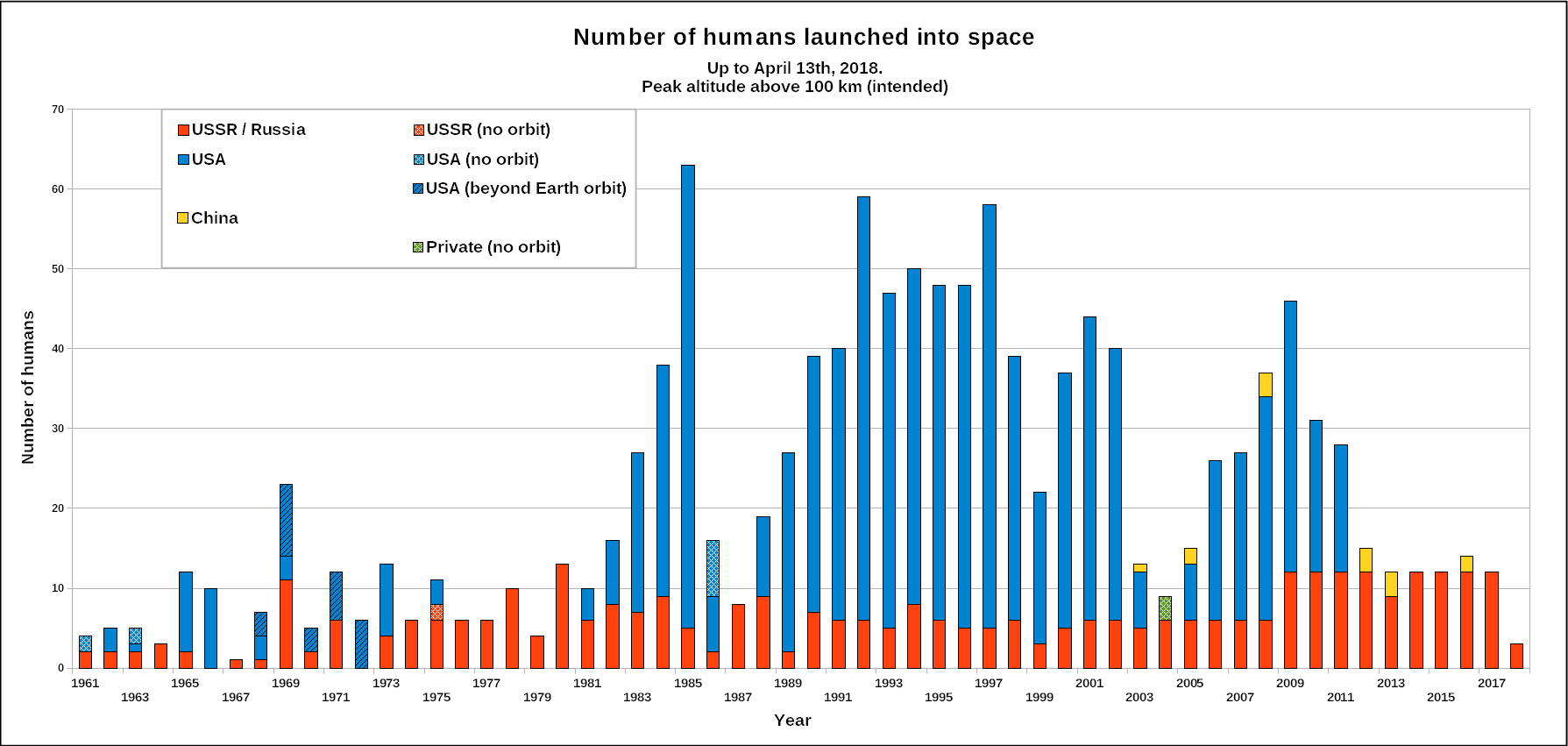
Počty účastníků pilotovaných kosmických letů (tj. letů přes 100 km výšky) podle let:
v lodích Sovětského svazu, od roku 1992 Ruska;
v lodích Spojených států amerických;
v lodích Čínské lidové republiky;
v soukromých kosmických lodích.
(Graf aktuální k dubnu 2018)

- Seznam pilotovaných vesmírných letů 1961–1986
- Seznam pilotovaných vesmírných letů 1987–1999
- Seznam pilotovaných vesmírných letů 2000–2009
- Seznam pilotovaných vesmírných letů 2010–2019
- Seznam pilotovaných vesmírných letů 2020–současnost
- Seznam kosmických lodí Vostok — Mercury — Voschod — Gemini — Apollo
- Přehled letů raketoplánů Columbia — Challenger — Discovery — Atlantis — Endeavour
- Seznam kosmických lodí Sojuz
- Seznam letů kosmických lodí Crew Dragon
- Seznam kosmických lodí Šen-čou
- Seznam aktuálních a plánovaných kosmických letů s posádkou a podpůrných letů

## Souhrn
Vesmírné stanice Saljut, Skylab, Mir, ISS a Tchien-kung – ke kterým se připojilo vícero z uvedených vesmírných letů – nejsou uvedeny samostatně. Zhlédni podrobné seznamy (odkazy výše) pro další informace.
Suborbitální kosmické lety jsou uvedeny kurzívou. Lety, které skončily neúspěšným startem jsou v (závorce). Lety , které skončily smrtí posádky jsou značeny †.
| 1961 | Vostok 1 — Mercury-Redstone 3 — Mercury-Redstone 4 — Vostok 2                                                                                  |
| 1962 | Mercury-Atlas 6 — Mercury-Atlas 7 — Vostok 3 — Vostok 4 — Mercury-Atlas 8                                                                      |
| 1963 | Mercury-Atlas 9 — Vostok 5 — Vostok 6 — X-15 Flight 90 — X-15 Flight 91                                                                        |
| 1964 | Voschod 1 |
| 1965 | Voschod 2 — Gemini 3 — Gemini 4 — Gemini 5 — Gemini 7 — Gemini 6A                                                                              |
| 1966 | Gemini 8 — Gemini 9A — Gemini 10 — Gemini 11 — Gemini 12                                                                                       |
| 1967 | Sojuz 1 † |
| 1968 | Apollo 7 — Sojuz 3 — Apollo 8 |
| 1969 | Sojuz 4 — Sojuz 5 — Apollo 9 — Apollo 10 — Apollo 11 — Sojuz 6 — Sojuz 7 — Sojuz 8 — Apollo 12                                                 |
| 1970 | Apollo 13 — Sojuz 9 |
| 1971 | Apollo 14 — Sojuz 10 — Sojuz 11 † — Apollo 15                                                                                                  |
| 1972 | Apollo 16 — Apollo 17 |
| 1973 | Skylab 2 — Skylab 3 — Sojuz 12 — Skylab 4 — Sojuz 13                                                                                           |
| 1974 | Sojuz 14 — Sojuz 15 — Sojuz 16 |
| 1975 | Sojuz 17 — Sojuz 18a — Sojuz 18 — Sojuz-Apollo — Sojuz 19                                                                                      |
| 1976 | Sojuz 21 — Sojuz 22 — Sojuz 23 |
| 1977 | Sojuz 24 — Sojuz 25 — Sojuz 26 |
| 1978 | Sojuz 27 — Sojuz 28 — Sojuz 29 — Sojuz 30 — Sojuz 31                                                                                           |
| 1979 | Sojuz 32 — Sojuz 33 |
| 1980 | Sojuz 35 — Sojuz 36 — Sojuz T-2 — Sojuz 37 — Sojuz 38 — Sojuz T-3                                                                              |
| 1981 | Sojuz T-4 — Sojuz 39 — STS-1 — Sojuz 40 — STS-2                                                                                                |
| 1982 | STS-3 — Sojuz T-5 — Sojuz T-6 — STS-4 — Sojuz T-7 — STS-5                                                                                      |
| 1983 | STS-6 — Sojuz T-8 — STS-7 — Sojuz T-9 — STS-8 — (Sojuz T-10-1) — STS-9                                                                         |
| 1984 | STS-41-B — Sojuz T-10 — Sojuz T-11 — STS-41-C — Sojuz T-12 — STS-41-D — STS-41-G — STS-51-A                                                    |
| 1985 | STS-51-C — STS-51-D — STS-51-B — Sojuz T-13 — STS-51-G — STS-51-F — STS-51-I — Sojuz T-14 — STS-51-J — STS-61-A — STS-61-B                     |
| 1986 | STS-61-C — (STS-51-L †) — Sojuz T-15 |
| 1987 | Sojuz TM-2 — Sojuz TM-3 — Sojuz TM-4 |
| 1988 | Sojuz TM-5 — Sojuz TM-6 — STS-26 — Sojuz TM-7 — STS-27                                                                                         |
| 1989 | STS-29 — STS-30 — STS-28 — Sojuz TM-8 — STS-34 — STS-33                                                                                        |
| 1990 | STS-32 — Sojuz TM-9 — STS-36 — STS-31 — Sojuz TM-10 — STS-41 — STS-38 — STS-35 — Sojuz TM-11                                                   |
| 1991 | STS-37 — STS-39 — Sojuz TM-12 — STS-40 — STS-43 — STS-48 — Sojuz TM-13 — STS-44                                                                |
| 1992 | STS-42 — Sojuz TM-14 — STS-45 — STS-49 — STS-50 — Sojuz TM-15 — STS-46 — STS-47 — STS-52 — STS-53                                              |
| 1993 | STS-54 — Sojuz TM-16 — STS-56 — STS-55 — STS-57 — Sojuz TM-17 — STS-51 — STS-58 — STS-61                                                       |
| 1994 | Sojuz TM-18 — STS-60 — STS-62 — STS-59 — Sojuz TM-19 — STS-65 — STS-64 — STS-68 — Sojuz TM-20 — STS-66                                         |
| 1995 | STS-63 — STS-67 — Sojuz TM-21 — STS-71 — STS-70 — Sojuz TM-22 — STS-69 — STS-73 — STS-74                                                       |
| 1996 | STS-72 — Sojuz TM-23 — STS-75 — STS-76 — STS-77 — STS-78 — Sojuz TM-24 — STS-79 — STS-80                                                       |
| 1997 | STS-81 — Sojuz TM-25 — STS-82 — STS-83 — STS-84 — STS-94 — Sojuz TM-26 — STS-85 — STS-86 — STS-87                                              |
| 1998 | STS-89 — Sojuz TM-27 — STS-90 — STS-91 — Sojuz TM-28 — STS-95 — STS-88                                                                         |
| 1999 | Sojuz TM-29 — STS-96 — STS-93 — STS-103 |
| 2000 | STS-99 — Sojuz TM-30 — STS-101 — STS-106 — STS-92 — Sojuz TM-31 — STS-97                                                                       |
| 2001 | STS-98 — STS-102 — STS-100 — Sojuz TM-32 — STS-104 — STS-105 — Sojuz TM-33 — STS-108                                                           |
| 2002 | STS-109 — STS-110 — Sojuz TM-34 — STS-111 — STS-112 — Sojuz TMA-1 — STS-113                                                                    |
| 2003 | STS-107 † — Sojuz TMA-2 — Šen-čou 5 — Sojuz TMA-3                                                                                              |
| 2004 | Sojuz TMA-4 — SpaceShipOne let 15P — SpaceShipOne let 16P — SpaceShipOne let 17P — Sojuz TMA-5                                                 |
| 2005 | Sojuz TMA-6 — STS-114 — Sojuz TMA-7 — Šen-čou 6                                                                                                |
| 2006 | Sojuz TMA-8 — STS-121 — STS-115 — Sojuz TMA-9 — STS-116                                                                                        |
| 2007 | Sojuz TMA-10 — STS-117 — STS-118 — Sojuz TMA-11 — STS-120                                                                                      |
| 2008 | STS-122 — STS-123 — Sojuz TMA-12 — STS-124 — Šen-čou 7 — Sojuz TMA-13 — STS-126                                                                |
| 2009 | STS-119 — Sojuz TMA-14 — STS-125 — Sojuz TMA-15 — STS-127 — STS-128 — Sojuz TMA-16 — STS-129 — Sojuz TMA-17                                    |
| 2010 | STS-130 — Sojuz TMA-18 — STS-131 — STS-132 — Sojuz TMA-19 — Sojuz TMA-01M — Sojuz TMA-20                                                       |
| 2011 | STS-133 — Sojuz TMA-21 — STS-134 — Sojuz TMA-02M — STS-135 — Sojuz TMA-22 — Sojuz TMA-03M                                                      |
| 2012 | Sojuz TMA-04M — Šen-čou 9 — Sojuz TMA-05M — Sojuz TMA-06M — Sojuz TMA-07M                                                                      |
| 2013 | Sojuz TMA-08M — Sojuz TMA-09M — Šen-čou 10 — Sojuz TMA-10M — Sojuz TMA-11M                                                                     |
| 2014 | Sojuz TMA-12M — Sojuz TMA-13M — Sojuz TMA-14M — Sojuz TMA-15M                                                                                  |
| 2015 | Sojuz TMA-16M — Sojuz TMA-17M — Sojuz TMA-18M — Sojuz TMA-19M                                                                                  |
| 2016 | Sojuz TMA-20M — Sojuz MS-01 — Šen-čou 11 — Sojuz MS-02 — Sojuz MS-03                                                                           |
| 2017 | Sojuz MS-04 — Sojuz MS-05 — Sojuz MS-06 — Sojuz MS-07                                                                                          |
| 2018 | Sojuz MS-08 — Sojuz MS-09 — (Sojuz MS-10) — Sojuz MS-11                                                                                        |
| 2019 | Sojuz MS-12 — Sojuz MS-13 — Sojuz MS-15 |
| 2020 | Sojuz MS-16 — Crew Dragon Demo 2 — Sojuz MS-17 — SpaceX Crew-1                                                                                 |
| 2021 | Sojuz MS-18 — SpaceX Crew-2 — Šen-čou 12 — Inspiration4 — Sojuz MS-19 — Šen-čou 13 — SpaceX Crew-3 — Sojuz MS-20                               |
| 2022 | Sojuz MS-21 — Axiom Mission 1 — SpaceX Crew-4 — Šen-čou 14 — Sojuz MS-22 — SpaceX Crew-5 — Šen-čou 15                                          |
| 2023 | Sojuz MS-23 — SpaceX Crew-6 — Axiom Mission 2 — Šen-čou 16 — SpaceX Crew-7 — Sojuz MS-24 — Šen-čou 17                                          |
| 2024 | Axiom Mission 3 — SpaceX Crew-8 — Sojuz MS-25 — Šen-čou 18 — Boeing Crew Flight Test — Polaris Dawn — Sojuz MS-26 — SpaceX Crew-9 — Šen-čou 19 |
| 2025 | SpaceX Crew-10 — Fram2 — Sojuz MS-27 — Šen-čou 20 — Axiom Mission 4 — SpaceX Crew-11                                                           |